# Thaumatogelis aloiosa
Thaumatogelis aloiosa är en stekelart som beskrevs av Schwarz 2001. Thaumatogelis aloiosa ingår i släktet Thaumatogelis och familjen brokparasitsteklar. Inga underarter finns listade i Catalogue of Life.